# McFlurry

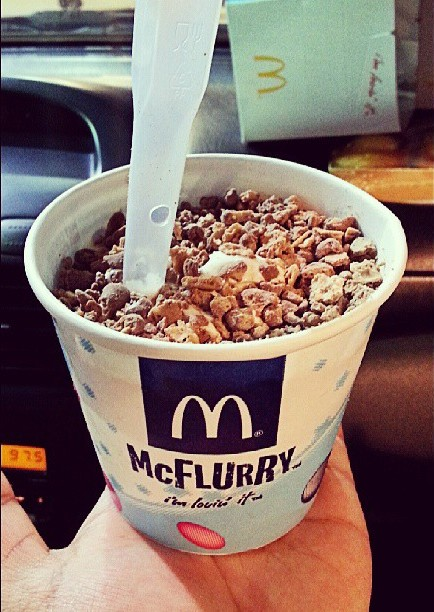
Um McFlurry.

McFlurry é uma marca de sorvetes aromatizados distribuída pela rede internacional de restaurantes fast food McDonald's. Foi introduzido pela primeira vez em 1997.

## Preparação
O McFlurry consiste em sorvete batido com sabor de baunilha do McDonald's em uma xícara. O McFlurry possui uma colher especialmente projetada  na alça que é acoplada a um liquidificador. Vários tipos de doces ou biscoitos são adicionados ao copo, que são então misturados com a colher. Os sabores McFlurry variam de mercado para mercado e novos sabores são introduzidos regularmente.